# Браян Джекс
Браян Джекс  (англ. Brian Jacks, 5 жовтня 1946) — британський дзюдоїст, олімпійський медаліст.

## Виступи на Олімпіадах
| Олімпіада     | Дисципліна        | Місце |
| ------------- | ----------------- | ----- |
| Токіо 1964    | легка категорія   | =9    |
| Мюнхен 1972   | середня категорія | =3    |
| Монреаль 1976 | середня категорія | =11   |